# HD35679
HD35679 — хімічно пекулярна зоря спектрального класу A1, що має видиму зоряну величину в смузі V приблизно  9,3.
Вона  розташована на відстані близько 1109,4 світлових років від Сонця.